# Meg Rosoff
Meg Rosoff (Boston, 16 oktober 1956) is een Amerikaans schrijfster die gevestigd is in Londen, Verenigd Koninkrijk. Zij is vooral bekend van de roman How I Live Now (Puffin, 2004), die bekroond werd met onder meer de Guardian Prize, de Michael L. Printz Award, de Branford Boase Award en genomineerd werd voor de Whitbread Awards. Haar tweede roman, Just in Case (Penguin, 2006), won de Carnegie Medal, een jaarlijkse prijs van Britse bibliothecarissen voor het beste kinderboek dat in het Verenigd Koninkrijk is verschenen.

## Biografie
Rosoff werd geboren in Boston, Massachusetts, in een Joodse familie. Zij is de tweede van vier zussen. Van 1974 tot 1977 studeerde zij aan Harvard University. Daarna verhuisde zij naar Londen, waar zij beeldhouwkunst studeerde aan Saint Martin's School of Art. In 1980 keerde zij terug naar de Verenigde Staten om haar opleiding af te ronden. Vervolgens woonde zij negen jaar in New York City, waar zij werkte in de uitgeverij en reclamewereld.

### Carrière
In 1989 verhuisde Rosoff op 32-jarige leeftijd opnieuw naar Londen, waar zij sindsdien woont. Tussen 1989 en 2003 werkte zij als copywriter voor diverse reclamebureaus. Zij begon met het schrijven van fictie na de dood van haar jongste zus aan borstkanker. Haar debuutroman How I Live Now werd gepubliceerd in 2004, in dezelfde week waarin zijzelf werd gediagnosticeerd met borstkanker. Het boek werd bekroond met onder meer de Guardian Children's Fiction Prize en de Michael L. Printz Award van de American Library Association.
In 2005 verscheen haar eerste prentenboek Meet Wild Boars, geïllustreerd door Sophie Blackall. In 2006 volgde haar tweede roman Just in Case, die de Carnegie Medal en de Duitse Jugendliteraturpreis won. In 2007 verscheen haar derde roman What I Was, gevolgd door de kinderboeken Wild Boars Cook en Jumpy Jack and Googily, beide opnieuw geïllustreerd door Sophie Blackall. In 2009 publiceerde zij The Bride’s Farewell, dat werd opgenomen in de lijst van de tien beste young adult-boeken van dat jaar die in de Amerikaanse volwassen markt verschenen.
In 2011 bracht zij de roman There Is No Dog uit, waarin God wordt voorgesteld als een 19-jarige jongen. Volgens Rosoff verwijst de titel naar een grap over een dyslectische atheïst met een bord waarop staat “THERE IS NO DOG”.
Picture Me Gone werd in 2013 genomineerd voor de National Book Award for Young People's Literature in de Verenigde Staten.
De verfilming van How I Live Now, geregisseerd door Kevin MacDonald, ging op 4 oktober 2013 in première in het Verenigd Koninkrijk en op 5 november 2013 in de Verenigde Staten en Canada. De hoofdrollen werden vertolkt door Saoirse Ronan en George MacKay, met een bijrol voor Tom Holland.
In 2016 ontving Rosoff de Astrid Lindgren Memorial Award voor haar volledige oeuvre, waarmee zij tevens de hoogste geldprijs in de kinder- en jeugdliteratuur won.

### Prentenboeken
- Meet Wild Boars, met illustraties van Sophie Blackall (2005)
- Jumpy Jack and Googily, met illustraties van Sophie Blackall (2008)
- Wild Boars Cook, met illustraties van Sophie Blackall (2010)
- It's A Moose!", met illustraties van David Ercolini (2020)

### Kinderboeken
- Good Dog, McTavish, met illustraties van Grace Easton (2017), in het Nederlands vertaald als: Goeie ouwe George
- McTavish Goes Wild, met illustraties van Grace Easton (2018)
- McTavish Takes The Biscuit, met illustraties van Grace Easton (2019)
- McTavish on the Move, met illustraties van Grace Easton en David Shephard (2020)

### Romans
- How I Live Now (2004), in het Nederlands vertaald als: Hoe ik nu leef
- Just in Case (2006)
- What I Was (2007), in het Nederlands vertaald als: Wat ik was
- The Bride's Farewell (2009)
- Moose Baby (originele titel: Vamoose) (2010)
- There Is No Dog (2011)
- Picture Me Gone (2013), in het Nederlands vertaald als: Mij niet gezien
- Jonathan Unleashed (2016), in het Nederlands vertaald als: Jonathan gaat los
- The Great Godden (2020), in het Nederlands vertaald als: De Godden broers
- Friends Like These (2022), in het Nederlands vertaald als: Dat soort vrienden

### Non-fictie
- London Guide: your passport to great travel (Washington: Open Road, 1995), door Rosoff & Caren Acker

- Bibsys: 5074138
- Biblioteca Nacional de España: XX1769380
- Bibliothèque nationale de France: cb15055365h (data)
- Digitale Bibliotheek voor de Nederlandse Letteren: roso001
- Gemeinsame Normdatei: 130200328
- International Standard Name Identifier: 0000 0001 2390 2734
- Library of Congress Control Number: nr2001022874
- Nationale Bibliotheek van Letland: 000091965
- Bibliotheek van het Japanse parlement: 00993746
- Nationale Bibliotheek van Tsjechië: xx0124767
- Nationale Bibliotheek van Israël: 987007304099505171
- Nederlandse Thesaurus van Auteursnamen: 268235155
- Istituto Centrale per il Catalogo Unico: RMSV587696
- LIBRIS: 394179
- Système universitaire de documentation: 100747914
- Virtual International Authority File: 79549905
- WorldCat: E39PBJckV3hyMXyhDrcBCTHcT3